# Mokre (powiat grudziądzki)
Mokre – wieś w Polsce położona w województwie kujawsko-pomorskim, w powiecie grudziądzkim, w gminie Grudziądz.

## Historia
Odległe 4 km od Grudziądza Mokre to miejscowość znana z lokalnego kultu maryjnego. Założona w końcu XIII w. przez komtura grudziądzkiego Zygharda von Schwarzburga, (przywilej potwierdzony w 1324 r.), była własnością Zakonu (nazwa niem.: Mockrau), a następnie królów Polski. Krzyżacy ufundowali w niej kościół pw. Wniebowzięcia Najświętszej Marii Panny, który do XVI w. należał do diecezji pomezańskiej, później do chełmińskiej, obecnie do toruńskiej.

## Położenie
Do 1954 roku miejscowość była siedzibą gminy Mokre. W latach 1954–1957 wieś należała i była siedzibą władz gromady Mokre, po jej zniesieniu w gromadzie Świerkocin, od 1967 powtórnie w gromadzie Mokre. W latach 1975–1998 miejscowość należała administracyjnie do województwa toruńskiego.

## Demografia
Według Narodowego Spisu Powszechnego (III 2011 r.) wieś liczyła 935 mieszkańców. Jest drugą co do wielkości miejscowości gminy Grudziądz.

## Komunikacja publiczna
Przez wieś przechodzi droga krajowa nr 55 oraz Międzynarodowy Szlak rowerowy R1.
Komunikację do wsi zapewniają linie autobusowe Gminnej Komunikacji Publicznej.

## Kościół Wniebowzięcia NMP
W XVI w. stał się ewangelicki, pod koniec XVI w. na fali kontrreformacji był opuszczony, katolicy objęli go ponownie w 1620 r. Po zniszczeniach dokonanych w 1628 roku przez Szwedów, został odbudowany w latach 1641-1650. Znajdował się pod patronatem rodów szlacheckich Białochowskich i Borowskich. Z posług religijnych korzystali tu również wierni z terenu niedalekich Prus Książęcych, pozbawieni opieki duszpasterskiej. Od 1. połowy XVIII w. jest sanktuarium maryjnym, obdarzonym papieskimi odpustami w latach 1759 i 1888.
Świątynia stoi przy bocznej drodze na Wielki Wełcz. Gotycka, masywna, o salowym wnętrzu, wyróżnia się oryginalną ścianą wschodnią o wpół schodkowym, wpół trójkątnym przebudowanym szczycie i niską wieżą u fasady. Ścianę wschodnią przesłania ołtarz główny z około 1641 r., w którym umieszczono barokowy obraz Koronacji Najświętszej Marii Panny, czczony jako cudowny wizerunek Matki Bożej Mokrzańskiej. Bogato zdobioną ambonę ufundowali w 1650 r. mieszkańcy Zakurzewa. XVIII-wieczny ołtarz boczny ma pochodzić z kościoła jezuitów w Grudziądzu. Organy firmy Wilhelm Sauer z Frankfurtu nad Odrą powstały z 1884 r. W 1985 r. ks. prałat Józef Sołobowski zorganizował niewielkie muzeum parafialne.

## Inne obiekty zabytkowe
W głównym skupisku zabudowy Mokrego znajduje się neogotycki, dawny kościół ewangelicki z 1895 r., który od ostatniej wojny służył jako magazyn, ale w 1990 r. został przekazany Kościołowi rzymskokatolickiemu jako kościół filialny pw. Miłosierdzia Bożego.

## Obiekty współczesne
W Mokrem znajduje się Szkoła Podstawowa i Gimnazjum wraz z halą sportową, pomnik 1000-lecia Państwa Polskiego, oddana do użytku w 1966 r. We wsi znajduje się też Pomnik Czynu Społecznego z czasów PRL (powstał około 1966 r. dla uczczenia czynów społecznych mieszkańców powiatu grudziądzkiego).

## Galeria

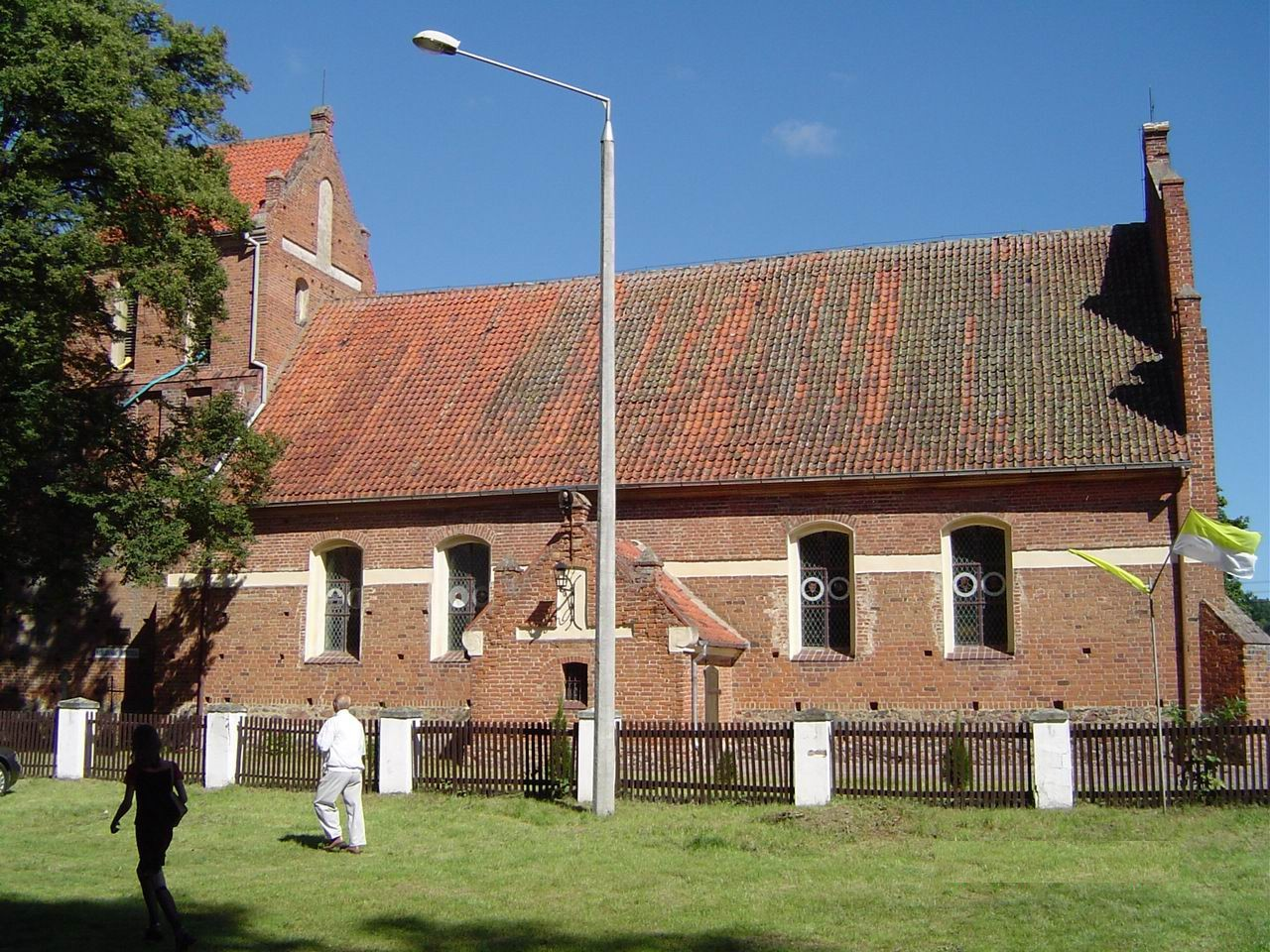
Kościół pw. Wniebowzięcia Najświętszej Marii Panny
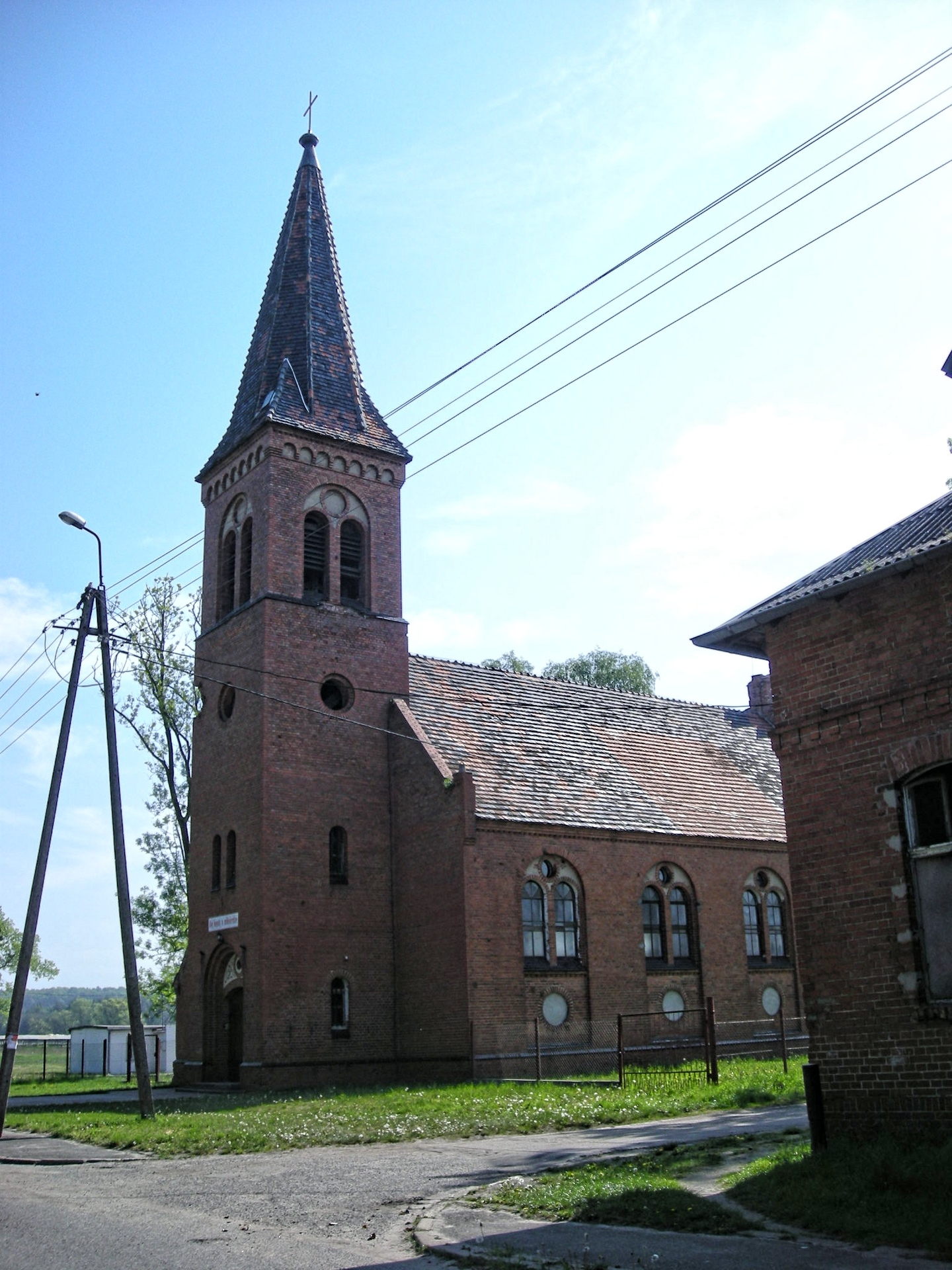
Kościół pw. Miłosierdzia Bożego
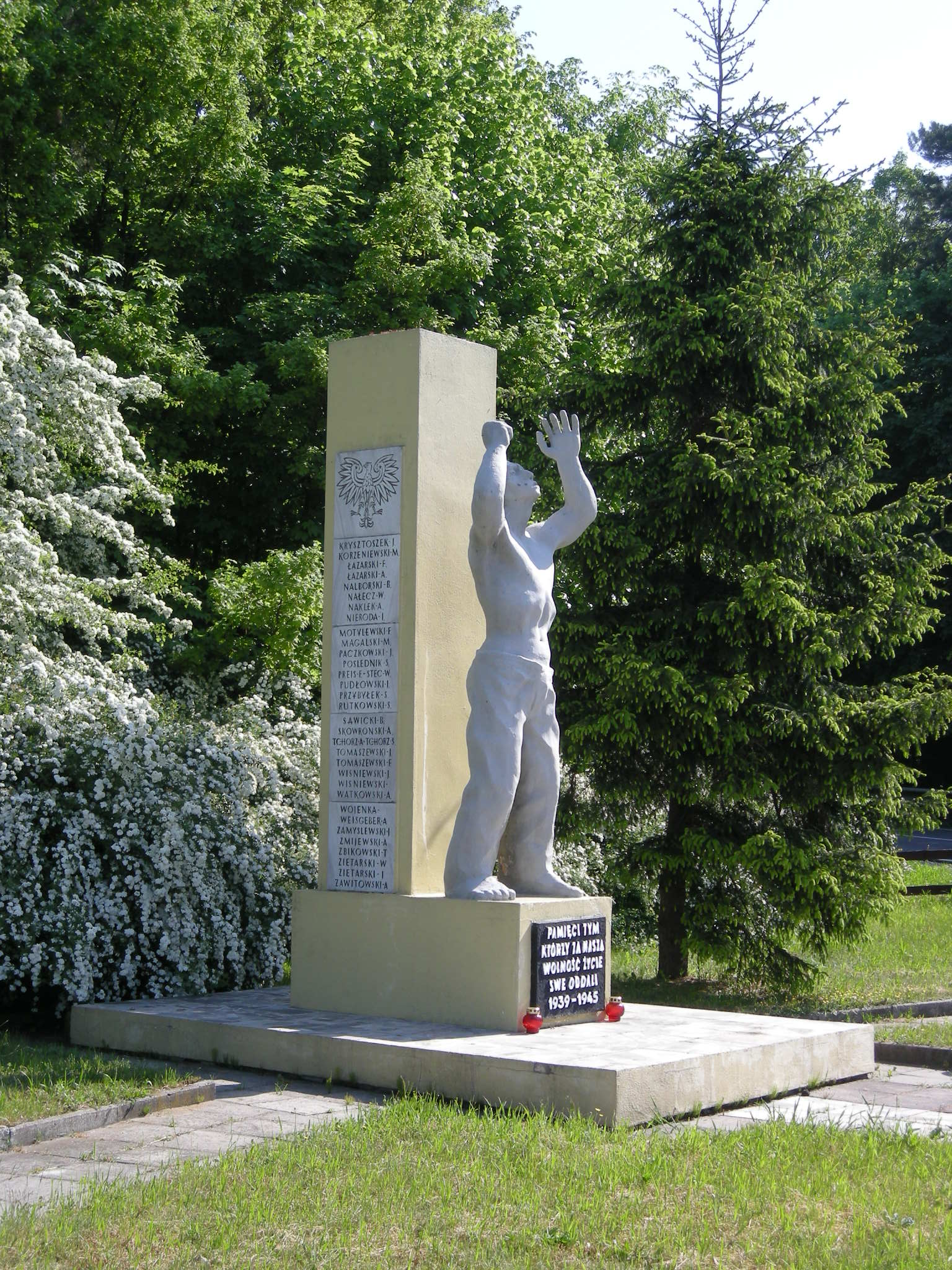
Pomnik upamiętniający pomordowanych w latach 1939-1945 mieszkańców wsi
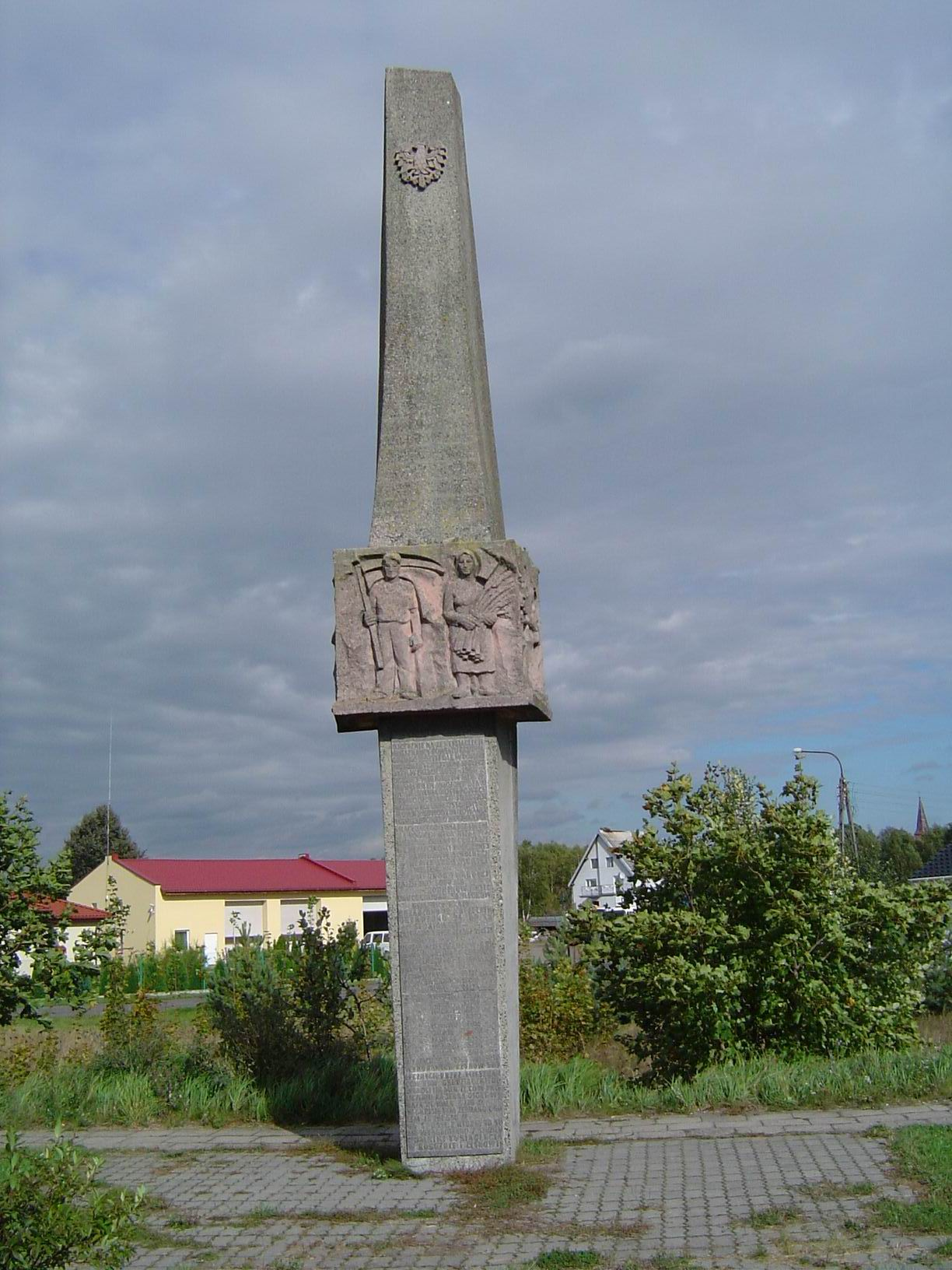
Pomnik czynu społecznego z czasów PRL